# Željko Kalac
Željko Kalac (Sídney, Nueva Gales del Sur, Australia, 16 de diciembre de 1972) es un exfutbolista australiano que jugaba en la posición de guardameta. Es apodado La Araña, no solo por su estatura (2.02 metros), sino también por sus brazos largos. También es apodado el Cocodrilo, seguramente debido a la abundancia de cocodrilos en la zona de donde es originario. El número de preferencia de Kalac es el 18, porque con él jugaba en Australia. Pero cuando entra en el AC Milan, este número estaba usado por Marek Jankulovski, de manera que utiliza el 16. Cuando llega al Kavala, el 18 estaba usado ahí también, razón por la cual asume el número 60. Además, tiene ascendencia croata.

## Trayectoria
Kalac empezó atajando para el Sydney United, y en 1995 recala en las filas del Leicester City, de Inglaterra. Lamentablemente en Inglaterra no pudo consagrarse, y se ve obligado a regresar al Sydney United.
En 1998 es fichado por el Roda JC, de los Países Bajos, y allí disputa una enormidad de partidos entre liga y copa: 115 participaciones. Fue pieza en la obtención de la copa neerlandesa en el año 2000.
En 2002 es reclutado por el Perugia de Italia, y posteriormente pasa al AC Milan, convirtiéndose en el primer australiano y oceánico, en jugar en el club rossonero. En 2007, ganó la confianza del técnico Carlo Ancelotti y se convirtió en el portero titular del AC Milan quitándole así la titularidad al portero brasileño Dida.
El 12 de agosto de 2009, Kalac rescindió su contrato con el Milan y en su lugar el club fichó a Flavio Roma.
Luego de su rescisión con el Milan, fue fichado por el Kavala de la Serie A de Grecia, donde firmó un contrato por dos años.
Al terminar la temporada 2009-10 con el Kevala, Kalac anunció su retiro del fútbol profesional, aunque luego tuvo breves apariciones como portero en su club de inicio, el Sydney United, y en el Hobart Zebras, de la isla de Tasmania, en su Australia natal.

## Selección nacional
Kalac ha participado con la selección australiana en 54 ocasiones. Debutó en el año 1992, y ha jugado el Mundial de Fútbol de 2006, donde su selección quedó eliminada en octavos de final ante Italia, la posteriormente campeona del torneo.

### Participaciones en Copas del Mundo
| Mundial                        | Sede     | Resultado        |
| ------------------------------ | -------- | ---------------- |
| Copa Mundial de Fútbol de 2006 | Alemania | Octavos de final |

### Clubes
| Club           | País         | Año       |
| -------------- | ------------ | --------- |
| Sydney United  | Australia    | 1989-1995 |
| Leicester City | Inglaterra   | 1995-1996 |
| Sydney United  | Australia    | 1996-1998 |
| Roda JC        | Países Bajos | 1998-2002 |
| Perugia Calcio | Italia       | 2002-2005 |
| AC Milan       | Italia       | 2005-2009 |
| AO Kavala      | Grecia       | 2009-2010 |
| Sydney United  | Australia    | 2010-2011 |
| Hobart Zebras  | Australia    | 2013      |

## Palmarés
- 1 NSL Minor Premiers: 1996-97.
- 1 Copa de los Países Bajos: 2000.
- 1 UEFA Champions League: 2007.
- 1 Supercopa de Europa: 2007.
- 1 Mundial de Clubes de FIFA: 2007

- Datos: Q187457
- Multimedia: Željko Kalac / Q187457